# Mont (Vielsalm)
Pour les articles homonymes, voir Mont.
Mont est un village de la commune belge de Vielsalm située en Région wallonne dans la province de Luxembourg. Avant la fusion des communes de 1977, il faisait partie de la commune de Grand-Halleux.

## Géographie
Mont se trouve à un demi-kilomètre à l’ouest de Grand-Halleux et au nord-ouest de Petit-Halleux, sur la rive gauche de la Salm, un affluent de l’Amblève.